# Edgar Davids
Edgar Davids (født 13. marts 1973) er en tidligere Surinam-født hollandsk fodboldspiller.
Edgar Davis har spillet for bl.a. Ajax Amsterdam (1991-1996), AC Milan (1996-1998), Juventus (1998-2004), Barcelona (2004) og Inter (2004-2005). Han stoppede karrieren i 2008, men gjorde et kort comeback for den engelske klub Crystal Palace, hvor han spillede 6 kampe i 2010. I 2012 fik han stilling som spillende manager i League 2-klubben Barnet F.C. Han stoppede defintivt i 2014.
Han opnåede 74 landskampe for Hollands fodboldlandshold.
Han lider af grøn stær (latin: glaucoma), hvorfor han under kampene var nødsaget til at bære et par specialbyggede beskyttelsesbriller. Hans lange og mørke dreadlockfriserede hår samt hans unikke orange beskyttelsesbriller, gjorde ham til en let genkendelig spiller på banen.

## Dopingmisbrug
I 2001 blev Davids kortvarigt suspenderet af FIFA, da han blev testet positiv for indtagelse af forbudte steroider.[kilde mangler]